# Theridion illecebrosum
Theridion illecebrosum är en spindelart som beskrevs av Simon 1886. Theridion illecebrosum ingår i släktet Theridion och familjen klotspindlar.
Artens utbredningsområde är Senegal. Inga underarter finns listade i Catalogue of Life.